# Bibliothèque nationale des Féroé
La Bibliothèque nationale des Féroé (en féroïen Føroya Landsbókasavnið, en danois Færøernes Nationalbibliotek) est située à Tórshavn, la capitale des Îles Féroé, dans un parc qui jouxte les bâtiments de l’université. Elle a pour mission de rassembler, de recenser et d’élargir les connaissances relatives à l’archipel. La Bibliothèque nationale des Féroé est également un centre de recherche et une bibliothèque publique.

## Histoire
Les origines de la Bibliothèque nationale des Féroé remontent à 1828, lorsque le gouverneur danois de l’archipel, Christian Ludvig Tillisch (en poste de 1825 à 1830) et son assistant, Jens Davidsen (1803-1878) commencèrent à rassembler des ouvrages portant sur l’histoire de la population féroïenne, alors très isolée du reste du monde. En 1828, Tillisch parvint à obtenir une allocation annuelle du roi du Danemark et constitua un premier fonds avec des ouvrages offerts par des donateurs privés. En quelques années, il rassembla ainsi plus de 2 000 titres.
En 1830, la Bibliothèque emménagea dans ses premiers locaux. Jens Davidsen en assura la direction pendant près d’un demi-siècle, du jour de l’ouverture à sa mort en 1878. Vers 1850, la bibliothèque comptait près de 5 000 volumes. Suivit une période de stagnation qui dura de 1878 à 1905, date à laquelle le Parlement féroïen garantit à la bibliothèque une allocation annuelle fixe. À partir de 1921, sous la direction du linguiste Mads Andreas Jacobsen (1891-1944), l’établissement connut un renouveau. Au début du XXe siècle, à l’époque du mouvement linguistique féroïen, il devint un lieu de rencontre pour les écrivains et les personnalités politiques. En 1931, la bibliothèque déménagea dans de nouveaux locaux.
Après l’adoption du statut d’autonomie des Îles Féroé en 1948, le Parlement augmenta l’allocation annuelle. Depuis 1952, la loi sur le dépôt légal fait obligation aux éditeurs d’adresser à la bibliothèque quatre exemplaires de tout ouvrage imprimé.
En 1979, la Bibliothèque nationale s’installa dans le bâtiment qu’elle occupe aujourd’hui, conçu par l’architecte féroïen J. P. Gregoriussen.
En 2017, Annika Smith est nommée directrice de la bibliothèque. En 2020, la bibliothèque ouvre un portail de poésie sur internet.
Outre la Bibliothèque nationale, il existe aux Îles Féroé 15 bibliothèques municipales et 11 bibliothèques scolaires.

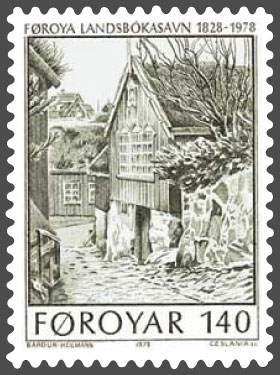
L'ancien bâtiment de la Bibliothèque, datant de 1830.
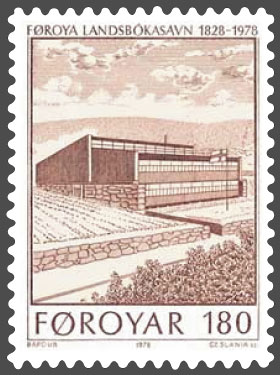
Le nouveau bâtiment de la Bibliothèque nationale des Féroé (timbre poste de 1978).